# Трякин, Алексей Алексеевич
Алексей Алексеевич Трякин (1929 — неизвестно) — советский хоккеист, нападающий.

## Биография
Выступал за команды «Динамо» Московская область (1948/50), «Шахтёр» (Донской, 1953/54 — 1954/55), «Торпедо» Горький (1955/56, 1957/58 — 1958/59), «Химик» Воскресенск (1956/57), «Динамо» Горький (1959/60), «Красное знамя» Рязань (1960/61), «Авангард» Саратов (1961/62).
В классе «А» провёл четыре сезона (1955/56 — 1958/59). По итогам чемпионата 1958/59 вошёл в десятку лучших снайперов турнира (15 шайб).
В 1954—1955 годах за футбольный клуб «Шахтёр Мосбасс» Бобрик-Гора выступал Александр Алексеевич Трякин (род. 1927).